# 南極條約環境保護議定書

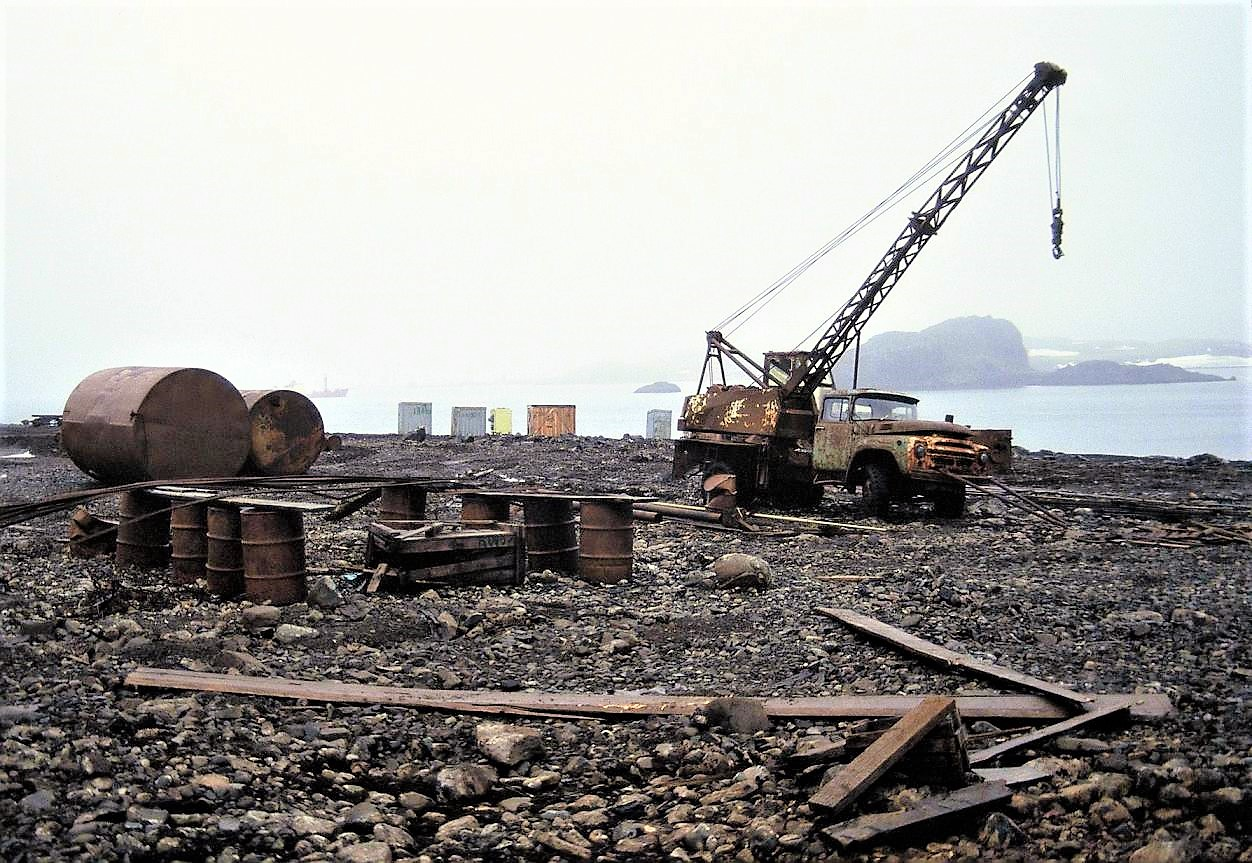
位於喬治王島的俄羅斯考察基地別林斯高晉站正傾倒垃圾，顯示了在南極洲需要進行環境監管。

《南極條約環境保護議定書》（英語：Protocol on Environmental Protection to the Antarctic Treaty），又稱《南極環境協議》，或《馬德里議定書》，是南極條約體系的一部份，以提供對南極環境與附屬及相關生態系統的全面保護。於1991年10月4日馬德里締結並開放簽署，並於1998年1月14日生效。該條約將於2048年開放審查。

## 條約主要條款
- 第三條規定：保護南極環境作為具有審美與科學價值的荒原，是該地區活動的根本考慮。
- 第七條規定：禁止任何科學研究以外的礦產資源活動。這一規定與被屏棄的南極礦產資源活動監管公約形成對照，該公約將允許與國際海底管理局類似的國際管理機構控制與稅收下進行開採。
- 第八條規定：要求對包括旅遊在內的所有活動進行環境評估。
- 第十一條規定：設立環境保護委員會（Committee for Environmental Protection）。
- 第十五條規定：要求締約國為該地區的應急事變做好準備。
- 第十八至二十條：安排對南極國際爭端進行仲裁。
- 第二十五條第五款規定：除非未來的條約為採礦活動制定有約束力的監管架構，否則第七條禁止採礦不得予以廢除。

## 附件
該協議包含六個附件：
- 附件一：環境影響評估。
- 附件二：南極野生動植物保護。
- 附件三：垃圾和廢物管理。
- 附件四：海洋污染防治。
- 附件五：區域保護和管理。
- 附件六：為突發環境事件負責。

## 締約國
截至2022年，42個締約國批准協議：阿根廷、澳大利亞、奧地利、白俄羅斯、比利時、巴西、保加利亞、加拿大、智利、中華人民共和國、哥倫比亞、捷克、厄瓜多、芬蘭、法國、德國、希臘、印度、義大利、日本、韓國、馬來西亞、摩納哥、荷蘭、紐西蘭、挪威、巴基斯坦、秘魯、波蘭、葡萄牙、羅馬尼亞、俄羅斯、南非、西班牙、瑞典、瑞士、土耳其、烏克蘭、英國、美國與烏拉圭、委內瑞拉。
另有國家已簽署但尚未批准：古巴、丹麥、瓜地馬拉、匈牙利、北韓、巴布亞紐幾內亞、斯洛伐克。

## 發起運動
該條約是綠色和平組織展開漫長運動所爭取得來的勝利，包括從1987年至1991年間建造的世界公園基地。

## 外部連結
- 南極條約環境保護議定書, 南極條約秘書處
- 條約原文（页面存档备份，存于）, PDF format.
- 批准書